# Asperula pontica
Asperula pontica là một loài thực vật có hoa trong họ Thiến thảo. Loài này được Boiss. mô tả khoa học lần đầu tiên vào năm 1875.